# Sidi Amar (Marroc)
Sidi Amar (en àrab سيدي عمار, Sīdī ʿAmār; en amazic ⵙⵉⴷⵉ ⵄⵎⵎⴰⵕ) és una comuna rural de la província de Khénifra, a la regió de Béni Mellal-Khénifra, al Marroc. Segons el cens de 2014 tenia una població total de 2.175 persones.